# Bretonci
Bretonci je naziv za keltsku etničku skupinu koja živi u francuskoj regiji Bretanji.
Bretonci potječu od britskih naseljenika koji su se od 4. do 6. stoljeća doselili u Bretanju s obližnjeg otoka Britanije. Sličnost bretonskog jezika s kornvolskim i nešto manje s velškim jezikom, upućuje da su preci Bretonaca živjeli u jugozapadnim krajevima Britanije.
Pretpostavlja se da su stari Bretonci zbog relativne izoliranosti u odnosu na ostale dijelove tadašnje Galije bili daleko manje prijemčljiviji na romansku i germansku asimilaciju u usporedbi s domorodačkim keltskim plemenima. Zbog toga su, prilikom stvaranja francuske nacije uspjeli očuvati svoj kulturni i jezični identitet. Tome je doprinijelo i postojanje nezavisnog vojvodstva Bretanje, koje je igralo važnu ulogu u stogodišnjem ratu. 
Uz bretonski jezik, u istočnim dijelovima Bretanje se razvio i dijalekt Gallo kao mješavina francuskog i bretonskog jezika.
Uz etničko podrijetlo, Bretonce je od ostatka Francuske dijelila i snažna privrženost Katoličkoj crkvi, koja je posebno do izražaja došla u doba francuske revolucije, kojoj su se Bretonci žestoko odupirali kao pristaše kralja. Kasnije francuske svjetovne vlade su na to reagirale nastojanjem da se zatre bretonski nacionalni identitet, ali je ta politika krajem 20. stoljeća postupno ublažena u sklopu trendova regionalizma, isto kao što je i bretonski nacionalizam postupno izgubio na značaju.

## Vanjske poveznice
- Bretons